# Lewis Stone
Pour les articles homonymes, voir Stone.

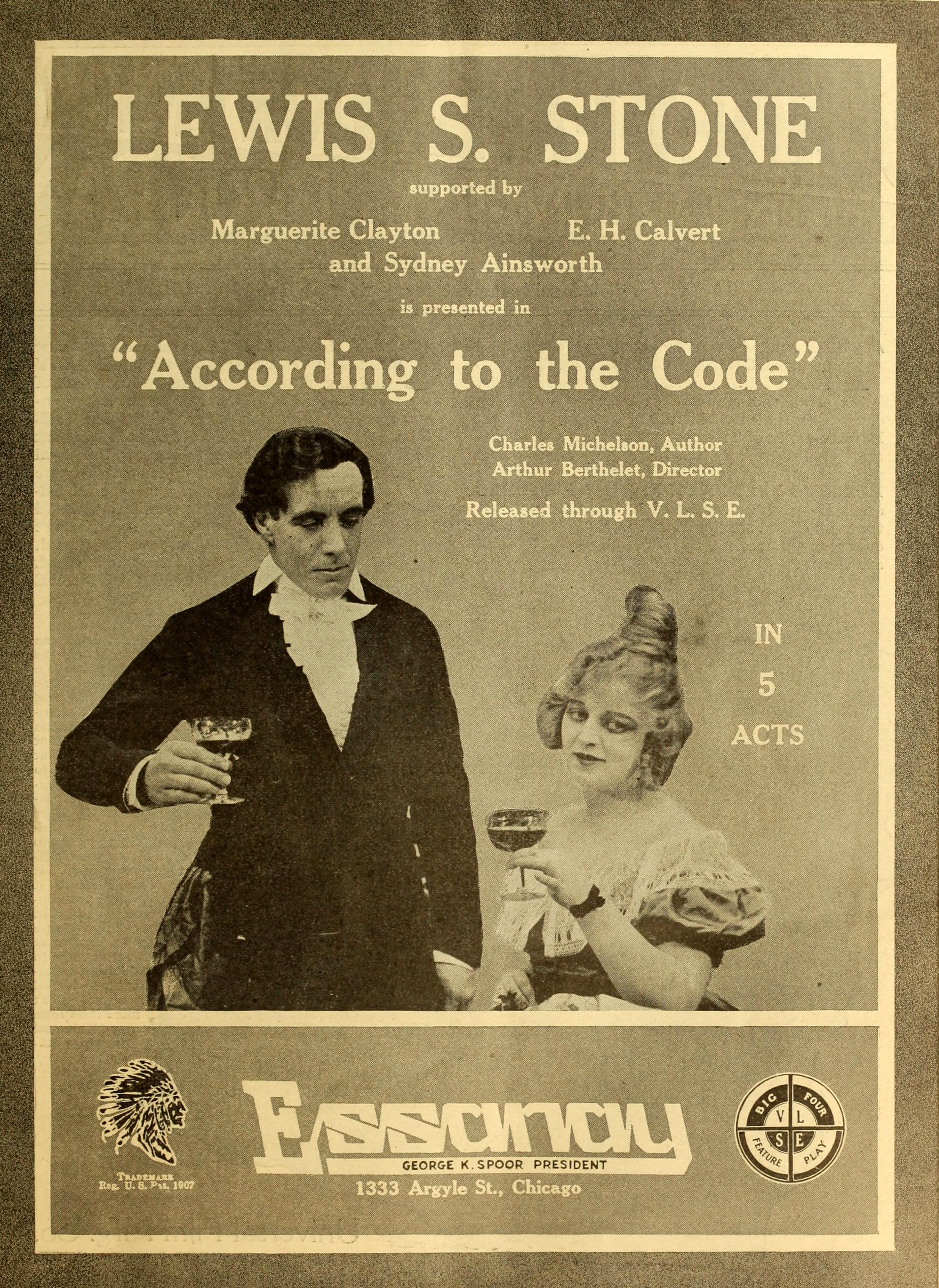
According to the Code (1916)

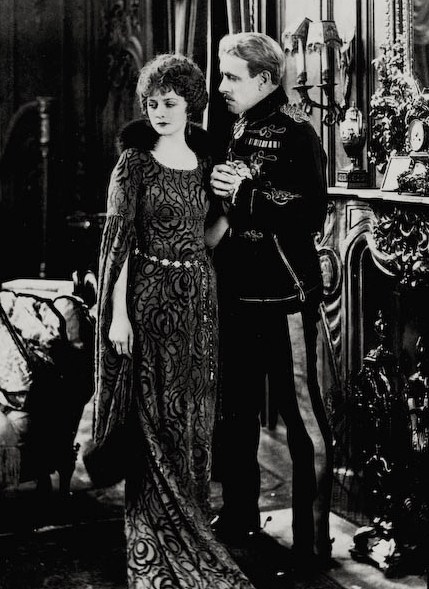
Avec Alice Terry, dans Le Prisonnier de Zenda (1922)

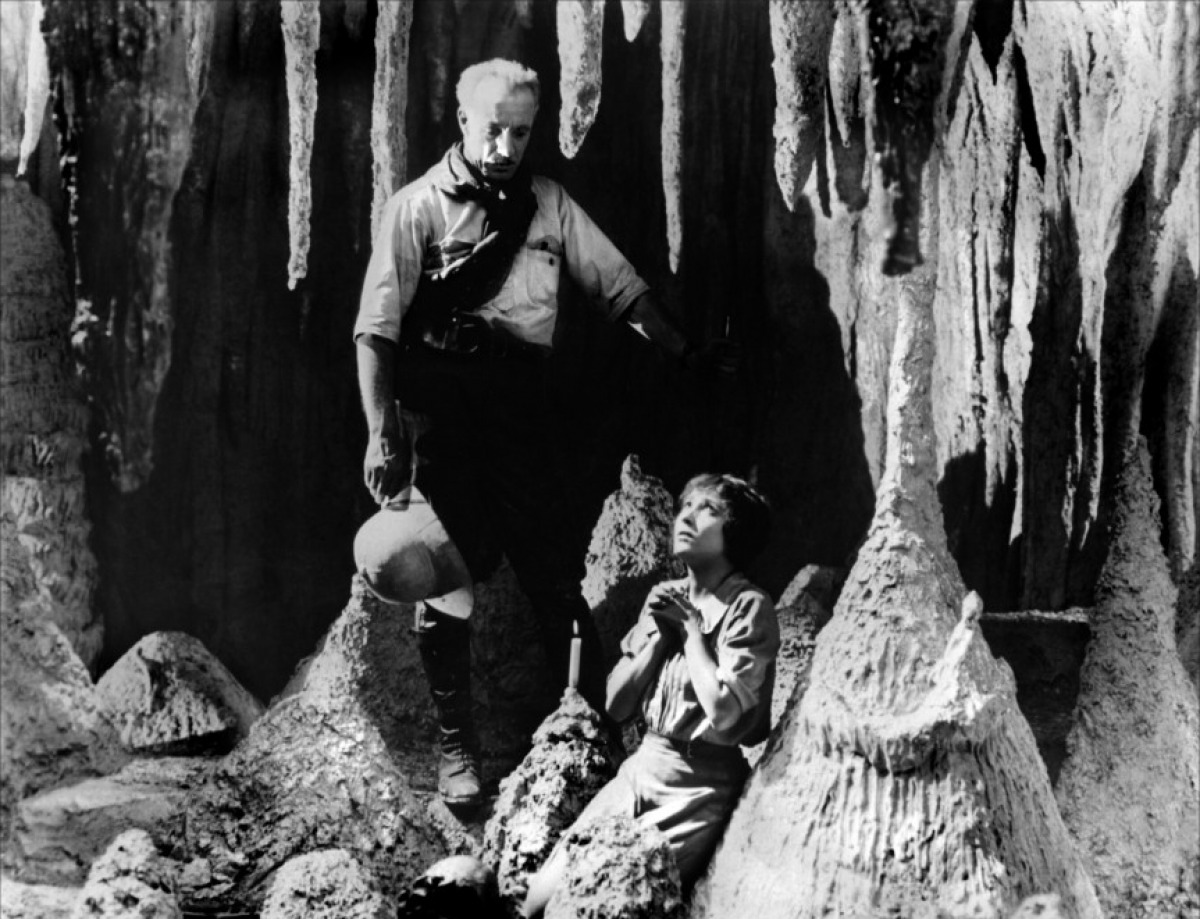
Avec Bessie Love, dans Le Monde perdu (1925)

Lewis (Shepard) Stone est un acteur américain, né le 15 novembre 1879 à Worcester (Massachusetts), mort d'une crise cardiaque le 12 septembre 1953 à Beverly Hills (Californie).

## Biographie
Lewis Stone apparaît comme "second rôle" dans de nombreuses productions de la Metro-Goldwyn-Mayer des années 1930, aux côtés de Greta Garbo, Jean Harlow, Clark Gable...
Sa carrière démarre à l'époque du cinéma muet, avec Le Serment de Rio Jim (1914), et s'achève avec La Perle noire (1953).
Fait remarquable, il joue dans Le Prisonnier de Zenda (version 1922) (où il tient le rôle principal de Rudolf Rassendyll) et Scaramouche (version 1923), et une trentaine d'années après, dans leurs remakes respectifs en couleurs, Le Prisonnier de Zenda (version 1952) et Scaramouche (version 1952).
Lewis Stone joue également au théâtre, à Broadway, entre 1912 et 1918.
Pour sa contribution au cinéma, une étoile lui est dédiée sur le Walk of Fame d'Hollywood Boulevard à Los Angeles.

## Filmographie partielle

### Années 1910
- 1914 : Le Serment de Rio Jim (The Bargain) de Reginald Barker
- 1916 : Honor's Altar : Warren Woods
- 1916 : According to the Code : Basil Beckenridge
- 1916 : The Havoc : Richard Craig
- 1918 : Inside the Lines : capitaine Cavendish
- 1918 : The Man of Bronze : John Adams
- 1919 : Man's Desire : Tom Denton

### Années 1920
- 1920 : Nomads of the North de David Hartford et James Oliver Curwood
- 1921 : Le Virtuose (The Concert)
- 1921 : Beau Revel de John Griffith Wray
- 1921 : Son enfant (The Child Thou Gavest Me) de John M. Stahl
- 1922 : Le Prisonnier de Zenda (The Prisoner of Zenda) de Rex Ingram
- 1922 : Le Suprême Rendez-vous (Trifling Women) de Rex Ingram
- 1923 : The Dangerous Age de John M. Stahl
- 1923 : Scaramouche de Rex Ingram
- 1924 : Inez from Hollywood d'Alfred E. Green
- 1924 : Why Men Leave Home de John M. Stahl
- 1924 : Husbands and Lovers de John M. Stahl
- 1925 : Le Monde perdu (The Lost World) de Harry O. Hoyt
- 1925 : The Lady Who Lied d'Edwin Carewe
- 1925 : Les Confessions d'une reine (Confessions of a Queen) de Victor Sjöström
- 1926 : The Girl from Montmartre d'Alfred E. Green
- 1926 : The Blonde Saint de Svend Gade
- 1927 : La Vie privée d'Hélène de Troie (The Private Life of Helen of Troy) d'Alexander Korda
- 1927 : The Prince of Headwaiters de John Francis Dillon
- 1927 : The Notorious Lady de King Baggot
- 1928 : Le Patriote (The Patriot) d'Ernst Lubitsch
- 1928 : Intrigues (A Woman of Affairs) de Clarence Brown
- 1928 : L'honneur commande (Freedom of the Press) de George Melford
- 1929 : Terre de volupté (Wild Orchids) de Sidney Franklin
- 1929 : Le Procès de Mary Dugan (The Trial of Mary Dugan) de Bayard Veiller
- 1929 : Madame X de Lionel Barrymore
- 1929 : Désirs (Their Own Desire) de E. Mason Hopper
- 1929 : Wonder of Women de Clarence Brown

### Années 1930
- 1930 : Big House (The Big House) de George W. Hill
- 1930 : Romance de Clarence Brown
- 1930 : The Office Wife de Lloyd Bacon
- 1931 : L'Inspiratrice (Inspiration) de Clarence Brown
- 1931 : Father's Son de William Beaudine
- 1931 : Tribunal secret (The Secret Six) de George W. Hill
- 1931 : Mon passé (My Past) de Roy Del Ruth
- 1931 : Always Goodbye de Kenneth MacKenna
- 1931 : The Bargain de Robert Milton
- 1931 : The Phantom of Paris de John S. Robertson
- 1931 : La Faute de Madelon Claudet (The Sin of Madelon Claudet) d'Edgar Selwyn
- 1931 : Strictly Dishonorable de John M. Stahl
- 1931 : Mata Hari de George Fitzmaurice
- 1932 : The Wet Parade de Victor Fleming
- 1932 : Le Masque d'or (The Mask of Fu Manchu) de Charles Brabin
- 1932 : Grand Hotel d'Edmund Goulding
- 1932 : Night Court de W.S. Van Dyke
- 1932 : Dans la nuit des pagodes (The Son-Daughter) de Clarence Brown
- 1932 : Grand Cœur (Divorce in the Family) de Charles Reisner
- 1932 : Captive (Letty Lynton) de Clarence Brown
- 1932 : New Morals for Old de Charles Brabin
- 1932 : La Femme aux cheveux rouges (Red-Headed Woman) de Jack Conway
- 1932 : Unashamed de Harry Beaumont
- 1932 : Dans la nuit des pagodes (The Son-Daughter) de Clarence Brown
- 1933 : Men Must Fight de Edgar Selwyn
- 1933 : La Sœur blanche (The White Sister) de Victor Fleming
- 1933 : Looking Forward de Clarence Brown
- 1933 : Bureau des personnes disparues (Bureau of Missing Persons) de Roy Del Ruth
- 1933 : La Reine Christine (Queen Christina) de Rouben Mamoulian
- 1934 : L'Île au trésor (The Treasure Island) de Victor Fleming
- 1934 : La Belle du Missouri (The Girl from Missouri) de Jack Conway
- 1934 : You Can't Buy Everything de Charles Reisner
- 1934 : The Mystery of Mr X de Edgar Selwyn
- 1935 : David Copperfield (The Personal History, Adventures, Experience, and Observation of David Copperfield, the Younger) de George Cukor
- 1935 : Vanessa Her Love Story de William K. Howard
- 1935 : West Point of the Air de Richard Rosson
- 1935 : Les Hommes traqués (Public Hero no 1), de J. Walter Ruben
- 1935 : Shipmates Forever de Frank Borzage
- 1935 : L'Évadée (Woman Wanted) de George B. Seitz
- 1935 : La Malle de Singapour (China Seas) de Tay Garnett
- 1936 : L'Heure mystérieuse (The Unguarded Hour) de Sam Wood
- 1936 : La Petite Provinciale (Small Town Girl) de William A. Wellman
- 1936 : Suzy de George Fitzmaurice
- 1936 : Gardez-les sous les verrous (Don't Turn 'em Loose) de Benjamin Stoloff
- 1936 : Le Fils du désert (Three Godfathers) de Richard Boleslawski
- 1936 : Sworn Enemy de Edwin L. Marin
- 1937 : Outcast (en) de Robert Florey
- 1937 : La Treizième Chaise (The Thirteenth Chair) de George B. Seitz
- 1937 : The Man Who Cried Wolf de Lewis R. Foster
- 1937 : La Famille Hardy en vacances (You're Only Young Once) de George B. Seitz
- 1938 : Judge Hardy's Children de George B. Seitz
- 1938 : Stolen Heaven de Andrew L. Stone
- 1938 : Yellow Jack de George B. Seitz
- 1938 : L'amour frappe André Hardy (Love Finds Andy Hardy) de George B. Seitz
- 1938 : Chasseurs d'accidents (The Chaser) d'Edwin L. Marin
- 1938 : Out West with the Hardys de George B. Seitz
- 1939 : La Féerie de la glace (Ice Follies of 1939) de Reinhold Schünzel
- 1939 : André Hardy détective (Judge Hardy and Son) de George B. Seitz
- 1939 : André Hardy s'enflamme (Andy Hardy Gets Spring Fever) de W. S. Van Dyke
- 1939 : André Hardy millionnaire (The Hardys Ride High) de George B. Seitz
- 1939 : Joe and Ethel Turp Call in the President de Robert B. Sinclair

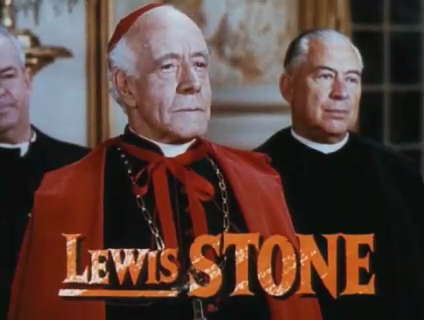
Dans Le Prisonnier de Zenda (1952)

### Années 1940
- 1940 : André Hardy va dans le monde (Andy Hardy meets debutante) de George B. Seitz
- 1940 : Sporting Blood de S. Sylvan Simon
- 1941 : La Secrétaire privée d'André Hardy (Andy Hardy's Private Secretary) de George B. Seitz
- 1941 : La vie commence pour André Hardy (Life Begins For Andy Hardy) de George B. Seitz
- 1942 : André Hardy fait sa cour (The Courtship of Andy Hardy) de George B. Seitz
- 1942 : La Double Vie d'André Hardy (Andy Hardy's Double Life) de George B. Seitz
- 1942 : The Bugle Sounds de S. Sylvan Simon
- 1944 : André Hardy préfère les brunes (Andy Hardy's Blonde Trouble) de George B. Seitz
- 1946 : The Hoodlum Saint de Norman Taurog
- 1946 : Peines de cœur (Love Laughs at Andy Hardy) de Willis Goldbeck
- 1948 : L'Enjeu (State of the Union) de Frank Capra
- 1949 : Lassie perd et gagne (The Sun Comes Up) de Richard Thorpe
- 1949 : Faites vos jeux (Any Number Can Play) de Mervyn LeRoy

### Années 1950
- 1950 : La Clé sous la porte (Key to the City) de George Sidney
- 1950 : Stars in My Crown de Jacques Tourneur
- 1951 : Cœurs enchaînés (Night Into Morning) de Fletcher Markle
- 1951 : Angels in the Outfield de Clarence Brown
- 1951 : Le Droit de tuer (The Unknown Man), de Richard Thorpe
- 1951 : It's a Big Country, de Clarence Brown, Don Hartman, John Sturges & al.
- 1952 : Une fois n'engage à rien (Just This Once) de Don Weis
- 1952 : Scaramouche de George Sidney
- 1952 : Le Prisonnier de Zenda (The Prisoner of Zenda) de Richard Thorpe
- 1953 : La Perle noire (All the Brothers were valiant) de Richard Thorpe

## Théâtre
Pièces jouées à Broadway
- 1912 : L'Oiseau de paradis (The Bird of Paradise) de (et mise en scène par) Richard Walton Tully, avec Theodore Roberts, Lenore Ulric (adaptée au cinéma en 1932 puis en 1951)
- 1913-1914 : The Misleading Lady de Charles W. Goddard et Paul Dickey, avec George Abbott
- 1915 : Inside the Lines d'Earl Derr Biggers, avec William Keighley, Ivan F. Simpson
- 1916 : Bunny de (et mise en scène par) Austin Strong, avec Henry Stephenson
- 1917 : The Brat de Maude Fulton, avec Edmund Lowe, Maude Fulton
- 1918 : Nancy Lee d'Eugene Walter et H. Crownin Wilson
- 1918 : Where Poppies Bloom de Roi Cooper Megrue, d'après Henry Kistemaeckers, avec Pedro de Cordoba, Marjorie Rambeau